# 忠誠宣誓 (ドイツ)
忠誠宣誓（ちゅうせいせんせい、独: Gelöbnis）とは、プロイセン王国時代より軍人に求められた君主への忠誠の宣誓を指す。左手を軍旗に触れて右手を上方に差し上げ宣誓することから、ドイツ語では軍旗宣誓（Fahneneid）とも呼ばれる。この宣誓は絶対的なものと考えられており、軍人が命令に服従する根拠となった。また文官には官吏宣誓という同種のものが存在した。

## 概説
第一次世界大戦末の1918年11月9日、ドイツ皇帝ヴィルヘルム2世は反旗の上がったベルリンに兵を送ろうとするが、集まった高級将校の多くは是としなかった。皇帝は「プロイセン軍人の忠誠宣誓はどうなったんだ」と詰め寄るが、参謀本部次長のヴィルヘルム・グレーナーが「陛下、忠誠宣誓はもはや空虚な観念に過ぎません。」と諭したという。同日、皇帝は退位した。
ナチス・ドイツ時代には弁護士にも弁護士宣誓が定められた。
忠誠宣誓に基づく命令への絶対服従の伝統は、第二次世界大戦でドイツ軍人が「人道に対する罪」を拒否しえなかった理由の一つとされたため、戦後のドイツ連邦軍（旧西ドイツ軍）では否定された。そのため、ドイツ連邦共和国基本法及び軍人法には、“軍人もまた市民であり基本権を保持する”という規定（軍人法第17条）による「抗命権」、及び、発動された場合の不利益処分（降格など懲戒）の禁止が明文規定されている。また、昇進できないことを条件に忠誠宣誓を拒否する権利も認められている。なお、忠誠宣誓自体は現在のドイツ連邦軍にも存在する。

## 変遷
ここでは第一次世界大戦後のドイツ軍の忠誠宣誓文の変遷、並びにナチ党各組織の忠誠宣誓文について述べる。
- ヴァイマル共和国時代の国軍（Reichswehr）（1919年8月14日）の宣誓

- アドルフ・ヒトラーが政権獲得した1933年の12月1日の新しい宣誓文

- 1934年8月2日の改定版の宣誓文（1935年には国防軍（Wehrmacht）と改称された）

- ナチ党政治指導者の宣誓文[1]

- 親衛隊の宣誓文

- ドイツ連邦軍（旧西ドイツ軍）の、徴集兵の宣誓

- ドイツ連邦軍（旧西ドイツ軍）の、職業軍人の宣誓

- 国家人民軍（旧東ドイツ軍）の宣誓